# Anya von Bremzen
Anya von Bremzen (Moscú, 1963) es una escritora culinaria ganadora del premio James Beard en tres ocasiones.

## Biografía
Nació en 1963 en la Rusia soviética y vivía en un departamento en Moscú con otras dieciocho familias que compartían una sola cocina. En 1974, cuando Anya tenía diez años, ella y su madre huyeron a los Estados Unidos.
Anya se convirtió en escritora gastronómica de alta cocina, ha sido editora colaboradora de la revista Travel+Leisure, contribuye con regularidad a Food & Wine y Saveur y ha escrito para The New Yorker, Departures y Los Angeles Times.

## Obra
Sus libros incluyen:
- The New Spanish Table.[5]
- Fiesta!: A Celebration of Latin Hospitality.[6]
- The Greatest Dishes: Around the World in 80 Recipes.[7]
- Terrific Pacific Cookbook (coautor de John Welchman).[8]
- Please to the Table: The Russian Cookbook (coautor por John Welchman).[9]
- Paladares: Recipes Inspired by the Private Restaurants of Cuba.[10]
- Mastering the Art of Soviet Cooking: A Memoir of Food and Longing [Dominar el arte de la cocina soviética: una memoria de comida y anhelo]. Autobiografía culinaria y una historia de la vida soviética.[11]